# Burgo de Osma-Ciudad de Osma
Burgo de Osma-Ciudad de Osma település Spanyolországban, Soria tartományban. Burgo de Osma-Ciudad de Osma San Esteban de Gormaz, Fuentearmegil, Nafría de Ucero, Valdemaluque, Talveila, Rioseco de Soria, Valdenebro, Quintanas de Gormaz, Gormaz, Villanueva de Gormaz és Fresno de Caracena községekkel határos. Lakosainak száma 5204 fő (2024).  Soria tartomány harmadik legnépesebb városa.
Két részből áll:
- a kisebb rész  Ciudad de Osma az Ucero folyótól nyugatra található;
- a nagyobb rész El Burgo de Osma (néha El Burgo) az Ucero folyótól keletre van.

## Népesség
A település népessége az elmúlt években az alábbi módon változott:
| Lakosok száma | 5027 | 5032 | 5054 | 5258 | 5228 | 5153 | 4984 | 4940 | 5023 | 5204 |
|               | 2001 | 2004 | 2007 | 2009 | 2012 | 2014 | 2017 | 2019 | 2022 | 2024 |

## Galéria

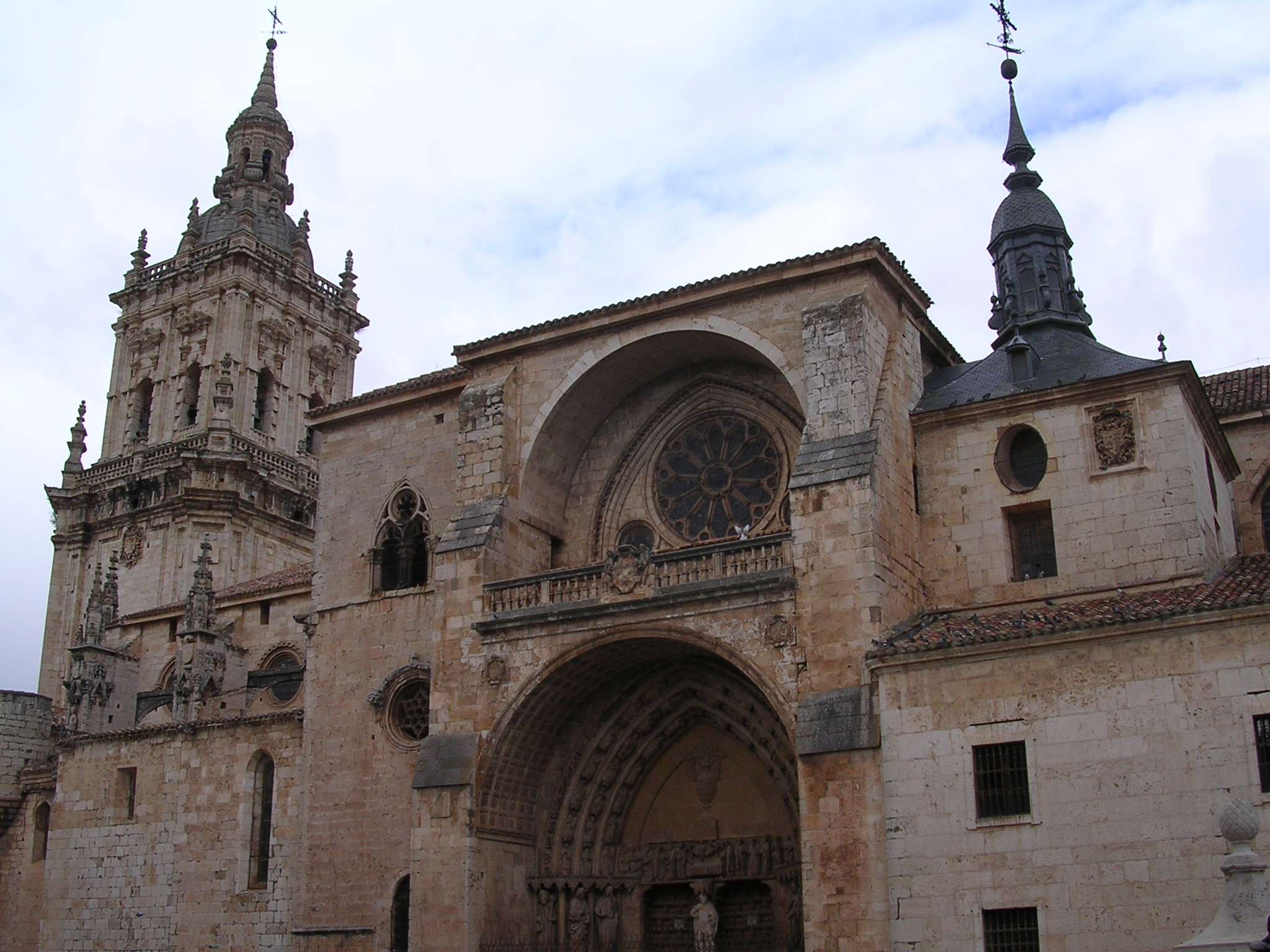
Az 1232-ben alapított Burgo de Osma katedrális.
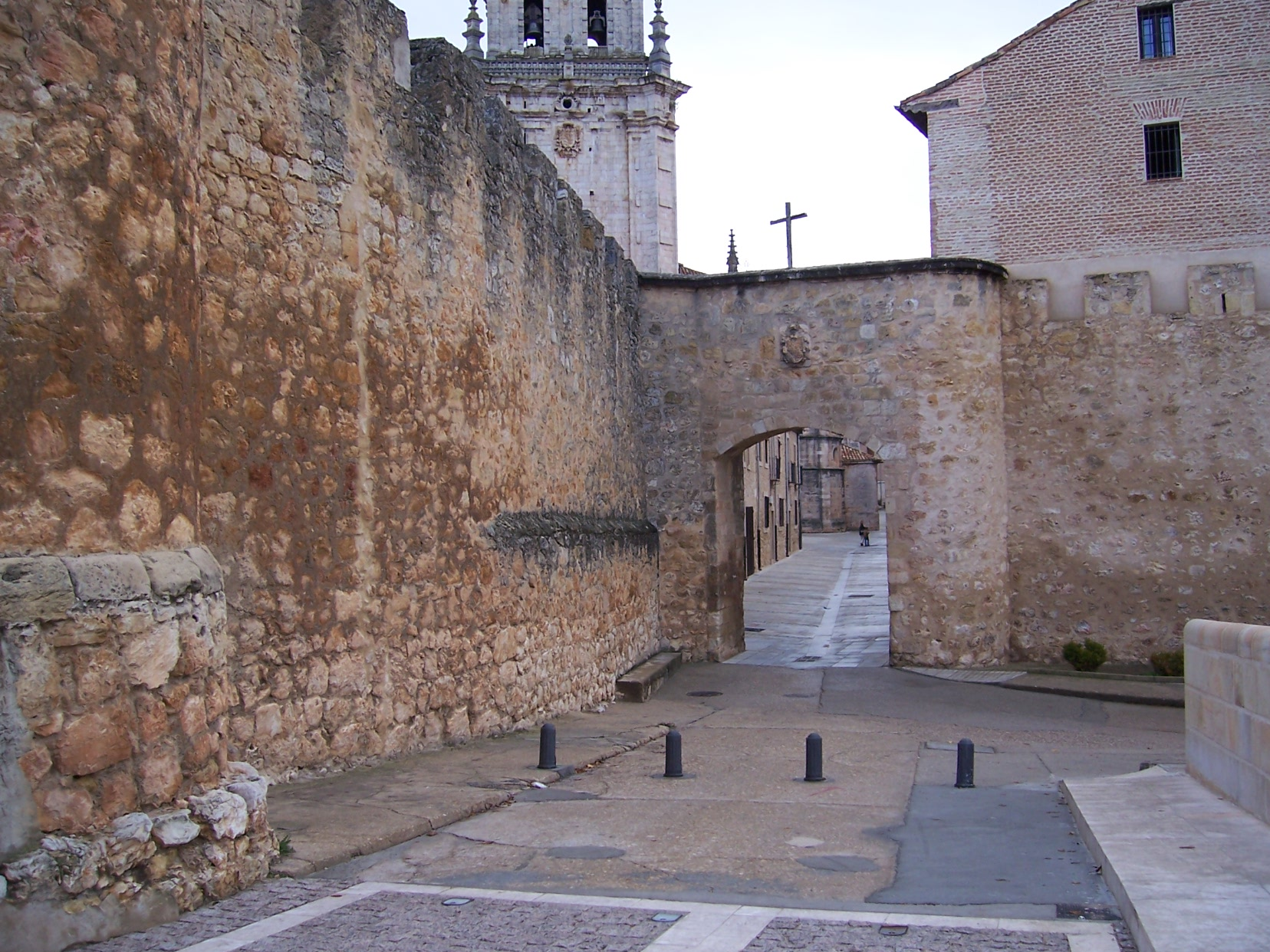
Városkapu.